# Gahan
Gahan es una localidad del partido de Salto de la provincia de Buenos Aires, Argentina. Su nombre Gahan, el mismo de su estación de tren, proviene de la familia homónima de origen irlandés que poseía campos en la vecindad a fines del siglo XIX. 
Para llegar a Gahan en automóvil desde la ciudad de Buenos Aires se debe viajar por el Acceso Oeste; en Luján se toma la Ruta Nacional 7, y 9 km después de Carmen de Areco, la ruta provincial 31.
Las principales actividades económicas son la agricultura, la ganadería y algunas agroindustrias. El prestigio de su Escuela Agropecuaria trasciende la zona. Es una localidad que posee la serenidad de los pueblos de campo, aunque su tranquilidad fue interrumpida en 2009 por la notoriedad de un grave suceso, el caso Pomar.

## Población
Cuenta con 1100 habitantes (Indec, 2015), lo que representa un incremento del 5% frente a los 641 habitantes (Indec, 2001) del censo anterior.
| Gráfica de evolución demográfica de Gahan entre 1991 y 2010 |
|                                                             |
| Fuente: Censos nacionales del INDEC                         |

## Historia
Como muchos pueblos rurales, Gahan fue formándose alrededor de la estación del ferrocarril, que desde principios del siglo XX era el principal vínculo de la zona con la ciudad de Buenos Aires y con otras localidades. Este ferrocarril, originariamente relacionado con la Tramway Rural (empresa de los hermanos Lacroze), fue adquirido por capitales británicos, se amplió su red y pasó a denominarse Ferrocarril Central Buenos Aires. Después de su nacionalización (1947) formó parte, como todos los de trocha media estándar (1 435 mm), del Ferrocarril General Urquiza.
Sus primeras usinas eléctricas (Milicich y Pérsico) le suministraron energía desde fines de la década de 1930. Proveían 220 voltios de corriente continua (DC), sólo entre el atardecer y la medianoche. Gracias al gran avance de las redes de electrificación provinciales promovido por el ministro Horacio Zubiri, Gahan consiguió luego acceder a la red provincial. El Correo, toda una institución en la época, dependía del ferrocarril y su telégrafo, y estaba ubicado cerca de la estación. No existía el Código Postal; en su reemplazo debía indicarse abreviadamente la línea de ferrocarril: FCCBA, más tarde FCGU.
Su primer médico, el doctor J. L. Serra, se radicó en el año 1939. En la década de 1950 se instaló una sala de primeros auxilios. Luego continuó el doctor Ladislao Gáti, que fue muy querido por el pueblo, (una calle fue nombrada en su honor). El Dr. Amador Francisco Pérez González fue el Médico que más tiempo presto sus servicios profesionales (de forma ininterrumpida desde el año 1984 hasta el año 2000) 
Desde la década de 1930, Gahan contó con un servicio de transporte colectivo local que circulaba por el Camino Principal, de tierra, hasta la localidad de Salto, cabecera del partido, a 15 kilómetros. Cuando los trenes argentinos fueron dejando de circular, se implementó un servicio de coche motor de pasajeros que pasaba por Gahan. Corría entre Rojas y la estación Federico Lacroze de la ciudad de Buenos Aires, y funcionó durante unos años.
El acceso a la ruta 31 y su primera calle asfaltada se terminaron en el año 1960. Actualmente el pueblo de Gahan está conectado por pavimento a las ciudades vecinas de Salto, Rojas, Arrecifes, Pergamino y Carmen de Areco. Diversas rutas asfaltadas y líneas de transporte de pasajeros lo comunican con la ciudad de Buenos Aires y el resto de la Argentina. 
La escuela primaria funcionó en un local precario hasta la década de 1950, cuando el gobierno construyó un grande y cómodo edificio.
Su primer cine (Emilio Milicich) funcionó a principios de la década de 1940. En esa época el pueblo era visitado cada tanto por circos de gitanos, que también incluían funciones de teatro gauchesco. En ocasiones venían aviones biplanos que realizaban vuelos de bautismo. Los muchachos jugaban al fútbol en los baldíos, los mayores jugaban al truco en el bar de Schenone o en el almacén de don Quica, hoy recuperado con sus instalaciones originales como bar y casa de comidas. La peluquería de Santantón era un lugar de reunión masculina los sábados, mientras se esperaba turno. Los diarios y revistas se adquirían en el quiosco de doña Tita Ríos. Era común el juego de la taba. En las fiestas patrias se organizaban carreras cuadreras y corrida de sortija, y a veces se presentaba la banda municipal de Salto. En las temporadas de caza concurrían algunos turistas que cazaban liebres, perdices y martinetas a la vera del camino, o si conseguían permiso, en algunos campos locales. También se organizaban bailes populares. Los remates de hacienda y las yerras se vivían como un gran acontecimiento. 
Actualmente existe una Delegación municipal dependiente de la Municipalidad de Salto y una moderna iglesia. Su cuerpo de bomberos voluntarios fue fundado el 8 de agosto de 2009.